# Кожимъю
Кожимъю — река в России, протекает по территории Троицко-Печорского района Республики Коми. Устье реки находится в 290 км по левому берегу реки Илыч. Длина реки — 73 км, площадь водосборного бассейна — 841 км².
Исток реки находится на Северном Урале, к югу от горы Макар-Из (964 м НУМ). От истока река течёт на север, затем, упершись в хребет Тондер, поворачивает на северо-запад и запад, протекает между хребтом Тондер и горой Кожим-Из (1195 м НУМ). После впадения реки Средний Кожимвож выходит на менее горную местность и ещё раз меняет направление течения, поворачивая на юг. В верхнем течении река носит горный характер, ширина русла 10-20 метров, скорость течения около 1,2 м/с; в среднем течении течение носит более спокойный характер, русло становится сильно извилистым, ширина около 30 метров, скорость — 0,6 м/с; перед устьем ширина реки составляет 45 метров, скорость течения 0,7 м/с.
Всё течение проходит в ненаселённой тайге на территории Печоро-Илычского заповедника.

## Притоки
- Кожимъёль (лв)
- Сюя (пр)
- Нижний Кожимвож (пр)
- Средний Кожимвож (пр)
- Иванъёль (лв)
- Верхний Кожимвож (пр)
- Лунвож (лв)

## Данные водного реестра
По данным государственного водного реестра России относится к Двинско-Печорскому бассейновому округу, водохозяйственный участок реки — Печора от истока до водомерного поста у посёлка Шердино, речной подбассейн реки — Бассейны притоков Печоры до впадения Усы. Речной бассейн реки — Печора6.